# Cornelis Cruys
Cornelis Cruys, tidligere Nils Olsen (1655 – 1727) var admiral i Rusland, kaptajn og borger i Amsterdam og født i Stavanger, der dengang lå i kongeriget Danmark-Norge. Han var den første admiral i den russiske flåde og betegnes som chefarkitekt bag den russiske flåde og Sankt Petersborgs marineanlæg.
Hans forældre hed Ole Gudfastesen (?-1668) og Appelone Nielsdotter Koch (1627-1705). Han rejste til Amsterdam som 13-årig  
som det på den tid var almindeligt for unge sømænd. Kilder fra det danske riges arkiver viste, at Nils Olsen i 1680, hvor han allerede havde skiftet navn til Cornelis Cruys, var kaptajn for en hollandsk handelsmand med ture mellem Spanien og Holland. Han sejlede som kaptajn i mere end 15 år.

## Borger i Amsterdam
Han har muligvis begyndt sin karriere i det maritime som dæksdreng på et hollandsk skib, der sejlede fra Norge til Holland. I 1673 under krigen mellem Holland og England (1672-1674), var han sømand på en hollandsk manovar og kæmpede under admiral Michiel Adriaanszoon de Ruyter (1607-1676) mod England og Frankrig. Efter fredstraktaten med England 1674 og Frankrig to år senere, har Cruys muligvis tjent den hollandske admiral Cornelis Maartenszoon Tromp (1629-1691) der startede i dansk tjeneste i 1676 for at kæmpe mod Sverige. Cornelis Cruys blev i marinen til 1678 eller 1679. Derefter skiftede han over i handelsflåden. Mellem 1680 og 1696 var han kaptajn for mindst 8 forskellige handelsmænd.
Han sejlede med last og passagerer. Næsten alle hans rejser gik mellem Holland og Den Iberiske Halvø eller til Caribien. Når han sejlede til spansk og hollandsk Vestindien, kom han altid forbi øen Curaçao. På de Karibiske øer arbejdede han også selvstændigt og var sandsynligvis også indblandet i slavehandel. 
I samme periode, som han arbejdede for handelsflåden, stiftede han også familie i Amsterdam. I april 1681 ægtede han Catharina Voogt (1662-1742). Hun var 19 år gammel, født i Amsterdam, medlem af den reformerte kirke og datter af en hollandsk handelsskibskaptajn. Omkring syv måneder efter sit ægteskab blev Cruys officielt registreret som  borger eller "poorter" af Amsterdam. Få uger senere blev han desuden medlem af den gamle lutherske kirke i Amsterdam. 
Cornelis Cruys og Catharina Voogt fik fem børn, og de blev alle døbt i Amsterdam. To børn, Roelof (1684-1685) og Claas (1686-1689), døde tidligt. De tre andre, en pige ved navn Johanna (1682-?), og to drenge Jan (1688-1749) og Rudolf (1690-1736), overlevede deres far.
I juli 1696 begyndte Cornelis Cruys at arbejde for den hollandske marine. Han blev udnævnt til onderequipagemeester, en assistent for værftsstyrelsen på marinens værft i Amsterdam. Dette job på fastlandet har han muligvis valgt for at være hjemme ved familien, men det varede ikke længe, før han drog bort igen. I maj 1698 skrev han under på en kontrakt for den russiske marine.

## Russisk flådeadmiral
I 1697 besøgte en stor delegation Amsterdam. En af medlemmerne af den såkaldte "Grand Embassy" var selveste zaren, der rejste inkognito. Zar Peter den Store kom til Amsterdam for at se de seneste opfindelser, specielt indenfor skibsbygning.
Cornelis Cruys var en af de maritime specialister, der blev rekrutteret i Amsterdam. Han sagde ja til zarens generøse tilbud om at gå i hans tjeneste som flagofficer med en løn på 9.000 gylden om året, og han emigrerede til Rusland i 1698. Han blev den første professionelle admiral ved den russiske flåde og zarens mest vigtige rådgiver på det maritime område. Hans forgængere var militær- og adelsmænd uden erfaring i søfart.
Han blev Zarens bedste ven og var forlover ved zarens bryllup med Katharina.
Under den store nordiske krig (1700-1721) deltog Cruys i flere søslag mod Sverige. Han var kommandør for den baltiske flåde. Men han var også aktiv i konstruktion og forstærkning af den nye russiske havnestad Kronstadt, der blev grundlagt ved St. Petersborg i 1703 af Peter den Store. Takket være Cruys blev Kronstadt en russisk marinebase, der var let at forsvare. Cruys var en meget god organisator og administrator. Cruys oprettede reglementer for besætningerne om bord på de russiske krigsskibe og var hovedarkitekt for den russiske krigsledelse og krigsflåde. 
Peter den Store døde den 8. februar 1725 og blev begravet i domkirken i St. Petersborg. Han havde ikke udnævnt en arving, men havde inden sin død udråbt sin kone til kejserinde. Hun døde i maj 1727 selvsamme måned, hvor hun havde givet Cruys tilladelse til at tage sin afsked. Han døde selv i juni 1727 72 år gammel. Hans lig blev sendt til Amsterdam, hvor han blev stedt til hvile i den lutherske kirke. Han havde igennem flere år optjent en mindre formue til sine arvinger. 
Cruys har aldrig skrevet i nogle af sine testamenter, at han ville begraves i Amsterdam. Men han har måske bedt sin kone arrangere det. Kort efter sin mands død skrev Catharina Voogt et takkebrev til den russiske adelsmand og ven af admiralen, Alexander Danilovitsj Menshikov (1627-1729), for hans hjælp med begravelsen af Cornelis Cruys i Amsterdam. Det vides ikke, hvorfor han blev begravet i den gamle kirke i Amsterdam, og hvorfor man lod ham begrave inde i kirken.